# Suzuki Tomoko
Suzuki Tomoko (鈴木 智子, sinh ngày 26 tháng 1 năm 1982) là một cựu cầu thủ bóng đá nữ người Nhật Bản.

## Đội tuyển bóng đá nữ quốc gia Nhật Bản
Suzuki Tomoko thi đấu cho đội tuyển bóng đá nữ quốc gia Nhật Bản từ năm 2003 đến 2005.

## Thống kê sự nghiệp
| Nhật Bản  | Nhật Bản | Nhật Bản |
| Năm       | Trận     | Bàn      |
| --------- | -------- | -------- |
| 2003      | 2        | 2        |
| 2004      | 0        | 0        |
| 2005      | 1        | 0        |
| Tổng cộng | 3        | 2        |